# Kirkjubøargarður
Kirkjubøargarður (færøsk for Kirkjubøurs have, også Kongens Gård) er en træbygning fra middelalderen, der står lige ved siden af Magnuskatedralen i bygden Kirkjubøur, Streymoy på Færøerne. Det er et af de ældste beboede huse i verden, hvis ikke dét ældste. Gården har altid været den største på Færøerne.
Det gamle stuehus kan dateres til 1000-tallet. Det var hjem og skole for Kirkjubøur bispedømme fra omkring år 1100. Ifølge legenden så er tømmeret til huset drivtømmer fra Norge, der allerede var nummereret og pakket, så det var lige til at sætte op. Mængden af træer på Færøerne var , og er, stærkt begrænset på Færøerne, og det var derfor et meget værdifuldt materiale.
den ældste del er den såkaldte roykstovan (røgstue). Muligvis er den blevet flyttet på et tidspunkt, da fundamentet ikke passer helt til bygningen. Et andet gammelt rum er loftstovan (loftstuen). Man mener at biskop Erlendur skrev Fårebrevet her i 1298. Stórastovan (storestuen) er opført langt senere, omkring 1772.
I dag er gården et museum, men på trods af dette så bor den 17. generation af Patursson-familien her stadig. Familien har boet her siden 1550. Bygningen er dog ejet af Færøernes regering, men familien lejer den fra generation til generation. Det er muligt at leje roykstovan til arrangementer.

## Beboere
Blandt de notable personer blev født eller boede her:
- Sverre Sigurdsson (1151–1202), opvoksede her og gik på præsteskole.
- Biskop Erlendur (død. 1308), opførte Magnuskatedralen og skrev Fårebrevet
- Súsanna Helena Patursson (1864–1916), færøernes første feminist.
- Jóannes Patursson (1866–1946), Helenas ældste bror og nationalistleder og forfatter.
- Sverre Patursson (1871–1960) bror til Helena og Jóannes, forfatter, journalist og miljøforkæmper.
- Erlendur Patursson (1913–1986), søn af Jóannes, forfatter og politiker.
- Tróndur Patursson (born 1944), barnebarn af Jóannes, kunstner og eventyrer.

## Galleri
- Kirkjubøargarður tv. og ruinerne Magnuskatedralen til højre.
- Indgangen til Roykstovan blev ødelagt i 1833. Denne kopi blev fremstillet af Jóannes Patursson i 1907. På toppen er den norske løve, da Færøerne var en norsk koloni efter vikingetiden.
- Jóannes Patursson (1866–1946), færøsk politiker, digter og landmand.
- Kirkjubøargarður (th.) under en snestorm.